# 엣추나카가와역
엣추나카가와역(일본어: 越中中川駅)은 일본 도야마현 다카오카시에 위치한 서일본 여객철도 히미선의 철도역이다. 단선 승강장 1면 1선의 구조를 갖춘 지상역이다.

## 이용 현황
| 승차 인원 추이 | 승차 인원 추이 |
| 연도           | 1일 평균       |
| -------------- | -------------- |
| 1997           | 1,549          |
| 1998           | 1,489          |
| 1999           | 1,417          |
| 2000           | 1,406          |
| 2001           | 1,293          |
| 2002           | 1,297          |
| 2003           | 1,293          |
| 2004           | 1,246          |
| 2005           | 1,210          |
| 2006           | 1,177          |
| 2007           | 1,132          |
| 2008           | 1,185          |
| 2009           | 1,159          |
| 2010           | 1,253          |
| 2011           | 1,260          |
| 2012           | 1,289          |
| 2013           | 1,302          |
| 2014           | 1,155          |

## 역 주변
- 다카오카 시청
- 도야마 신문 다카오카 회관
- 도야마 지방 재판소 다카오카 지부

## 역사
- 1916년 4월 1일 : 주에쓰 철도의 나카가와역으로서 개업. 여객 영업만.
- 1920년 9월 1일 : 주에쓰 철도의 국유화에 의해, 철도성 주에쓰 선의 역이 된다. 동시에 나카가와 역에서 엣추나카가와역으로 개칭.
- 1942년 8월 1일 : 선로 명칭 제정. 주에쓰 선의 다카오카 역 - 후시키 역 간이 히미 선으로 편입되어, 이 역도 그 소속으로 함.
- 1987년 4월 1일 : 일본국유철도 분할 민영화에 의해, 서일본 여객철도가 승계.

## 인접 역
| 히미선                 | 히미선    | 히미선           |
| ---------------------- | --------- | ---------------- |
| 다카오카 다카오카 방면 | ■ 히미 선 | 노마치 히미 방면 |